# Poganovo
Poganovo (en serbe cyrillique : Поганово) est un village de Serbie situé dans la municipalité de Dimitrovgrad, district de Pirot. Au recensement de 2011, il comptait 31 habitants.

## Histoire

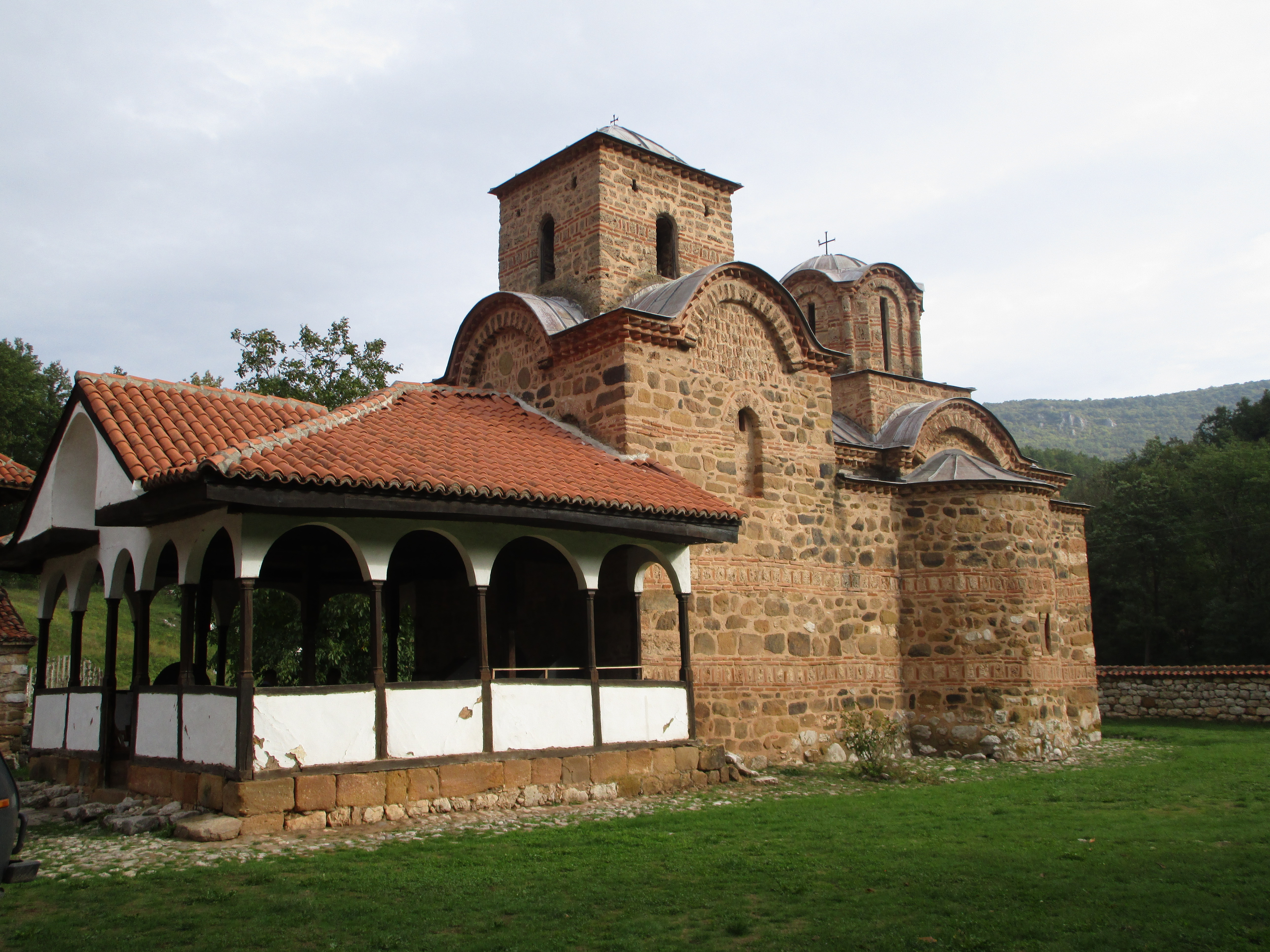
Le monastère de Poganovo

Sur le territoire du village se trouve le monastère de Poganovo.

## Démographie

### Évolution historique de la population
| 1948  | 1953  | 1961 | 1971 | 1981 | 1991 | 2002 | 2011 |
| ----- | ----- | ---- | ---- | ---- | ---- | ---- | ---- |
| 1 067 | 1 082 | 763  | 449  | 266  | 133  | 77   | 31   |

|  |